# Улица Майзницас
Улица Ма́йзницас (латыш. Maiznīcas iela — в переводе Пекарная) — улица в Центральном районе города Риги. Соединяет улицы Миера и Шарлотес; с другими улицами не пересекается.
Общая длина улицы составляет 159 метров. На всём протяжении имеет асфальтовое покрытие. Движение по улице двустороннее. Общественный транспорт по улице не курсирует.

## История
Впервые упомянута в списке рижских улиц 1808 года как Bleichpfortenstrasse (с нем. — «улица Белильных ворот», латыш. Blieķu Vārtu iela), поскольку находилась в районе снесённых Белильных (Блиекю) ворот бывших палисадных укреплений (см. также улица Аристида Бриана).
С 1861 года официальным названием улицы становится Пекарная (нем. Bäckereistrasse, латыш. Beķerejas iela), а с 1921 года оно принимает нынешнюю латышскую форму. В последующем название улицы не изменялось.